# Ле-Пер'є
Ле-Пер'є́ (фр. Le Périer) — колишній муніципалітет у Франції, у регіоні Овернь-Рона-Альпи, департамент Ізер. Населення — 143 осіб (2011).
Муніципалітет був розташований на відстані близько 520 км на південний схід від Парижа, 130 км на південний схід від Ліона, 34 км на південний схід від Гренобля.

## Історія
До 2015 року муніципалітет перебував у складі регіону Рона-Альпи. Від 1 січня 2016 року належав до нового об'єднаного регіону Овернь-Рона-Альпи.
1 січня 2019 року Ле-Пер'є і Шантлув було об'єднано в новий муніципалітет Шантпер'є.

## Демографія
Динаміка населення (INSEE ):
Розподіл населення за віком та статтю (2006):
| Стать | Всього | До 15 років | 15-24 | 25-44 | 45-64 | 65-85 | Понад 85 |
| --- | ------ | ----------- | ----- | ----- | ----- | ----- | -------- |
| Чоловіки | 60     | 4           | 4     | 12    | 32    | 4     | 4        |
| Жінки | 72     | 8           | 12    | 12    | 20    | 16    | 4        |
| \| Статево-вікова піраміда \| Статево-вікова піраміда \| Статево-вікова піраміда \| \| ----------------------- \| ----------------------- \| ----------------------- \| \| Чоловіки \| Вік \| Жінки \| \| 4 \| 85 + \| 4 \| \| 0 \| 80-84 \| 4 \| \| 0 \| 75-79 \| 4 \| \| 0 \| 70-74 \| 4 \| \| 4 \| 65-69 \| 4 \| \| 4 \| 60-64 \| 4 \| \| 12 \| 55-59 \| 4 \| \| 8 \| 50-54 \| 8 \| \| 8 \| 45-49 \| 4 \| \| 8 \| 40-44 \| 8 \| \| 0 \| 35-39 \| 0 \| \| 4 \| 30-34 \| 0 \| \| 0 \| 25-29 \| 4 \| \| 0 \| 20-24 \| 4 \| \| 4 \| 15-20 \| 8 \| \| 0 \| 10-14 \| 8 \| \| 0 \| 5-9 \| 0 \| \| 4 \| 0-4 \| 0 \| |        |             |       |       |       |       |          |
| Статево-вікова піраміда |        |             |       |       |       |       |          |
| Чоловіки | Вік    | Жінки       |       |       |       |       |          |
| 4 | 85 +   | 4           |       |       |       |       |          |
| 0 | 80-84  | 4           |       |       |       |       |          |
| 0 | 75-79  | 4           |       |       |       |       |          |
| 0 | 70-74  | 4           |       |       |       |       |          |
| 4 | 65-69  | 4           |       |       |       |       |          |
| 4 | 60-64  | 4           |       |       |       |       |          |
| 12 | 55-59  | 4           |       |       |       |       |          |
| 8 | 50-54  | 8           |       |       |       |       |          |
| 8 | 45-49  | 4           |       |       |       |       |          |
| 8 | 40-44  | 8           |       |       |       |       |          |
| 0 | 35-39  | 0           |       |       |       |       |          |
| 4 | 30-34  | 0           |       |       |       |       |          |
| 0 | 25-29  | 4           |       |       |       |       |          |
| 0 | 20-24  | 4           |       |       |       |       |          |
| 4 | 15-20  | 8           |       |       |       |       |          |
| 0 | 10-14  | 8           |       |       |       |       |          |
| 0 | 5-9    | 0           |       |       |       |       |          |
| 4 | 0-4    | 0           |       |       |       |       |          |

## Економіка
2010 року серед 91 особи працездатного віку (15—64 років) 60 були активними, 31 — неактивною (показник активності 65,9%, у 1999 році було 62,0%). З 60 активних мешканців працювало 56 осіб (26 чоловіків та 30 жінок), безробітними було 4 (4 чоловіки та 0 жінок). Серед 31 неактивної 6 осіб було учнями чи студентами, 19 — пенсіонерами, 6 були неактивними з інших причин.

У 2010 році в муніципалітеті числилось 70 оподаткованих домогосподарств, у яких проживали 148,0 особи, медіана доходів виносила 18 085,5 євро на одного особоспоживача